# Wilhelm Schultze-Rhonhof
Wilhelm Emil Eduard Schultze-Rhonhof (* 15. März 1859 in Warburg; † 9. November 1939 in Zwickau) war ein deutscher Unternehmer.

## Leben
Schultze-Rhonhof, Sohn eines Justizrats und Notars sowie Abgeordneten des Nationalparlaments von 1848 in Frankfurt am Main, besuchte das Gymnasium in Paderborn und absolvierte dort eine Banklehre im Bankhaus M. Paderstein & Söhne. 1880 hatte er eine Stellung bei der Deutschen Bank, 1886 trat er in die Bronzewarenfabrik seines Schwiegervaters Kramme ein.
Schultze-Rhonhof war von 1895 bis 1920 zunächst Direktor und später Generaldirektor der Schäffer & Walcker AG.
Er war zudem Mitbegründer der Vereinigung der deutschen Arbeitgeberverbände (heute BDA) und stellvertretender Vorsitzender und Schatzmeister dieses Verbandes. Überdies war Schultze-Rhonhof Mitgründer und 25 Jahre stellvertretender Vorsitzender und später Vorsitzender des Bundes der Industriellen.
Er war zudem Handelsgerichtsrat.
Schultze-Rhonhof war verheiratet mit Änni, geb. Kramme. Sein Sohn war Willy Schultze-Rhonhof, Direktor und Leiter der juristischen Abteilung der Zwickauer Maschinenfabrik AG.

## Mandate
- Mitglied des Aufsichtsrates der Deutschen Streikschutz e.V.
- Mitglied des Aufsichtsrates der Aktiengesellschaft für Gas-, Wasser- und Elektricitätsanlagen
- Ehrenmitglied und Mitgründer des Verbandes der Zentralheizungsindustrie
- Mitglied der Handelskammer zu Berlin

## Auszeichnungen
- Roter Adlerorden IV. Klasse
- Kronenorden IV. Klasse
- Lippisches Offizierskreuz II. Klasse

## Belege
1. ↑  Standesamt Zwickau: Sterberegister. Nr. 1405/1939.

| Personendaten    | Personendaten                                              |
| ---------------- | ---------------------------------------------------------- |
| NAME             | Schultze-Rhonhof, Wilhelm                                  |
| ALTERNATIVNAMEN  | Schultze-Rhonhof, Wilhelm Emil Eduard (vollständiger Name) |
| KURZBESCHREIBUNG | deutscher Unternehmer                                      |
| GEBURTSDATUM     | 15. März 1859                                              |
| GEBURTSORT       | Warburg                                                    |
| STERBEDATUM      | 9. November 1939                                           |
| STERBEORT        | Zwickau                                                    |